# Collegio comunale
Il collegio comunale è un'istituzione che esercita il potere esecutivo a livello municipale nella Regione vallona. Riunisce il sindaco, gli assessori e il presidente del Centro pubblico di azione sociale.
Prima della riforma del diritto comunale (Codice della democrazia locale e del decentramento), il collegio comunale era chiamato collegio dei sindaci e degli assessori (mantenuto nella Regione fiamminga e nella Regione di Bruxelles).